# Euophrys sedula
Euophrys sedula är en spindelart som först beskrevs av Simon 1875.  Euophrys sedula ingår i släktet Euophrys och familjen hoppspindlar. Inga underarter finns listade i Catalogue of Life.